# 日本新劇俳優協会
日本新劇俳優協会（にほんしんげきはいゆうきょうかい）とは、新劇俳優の演技向上と職業化につとめ、新劇運動の発展を図ることを目的とする団体。

## 沿革
- 1958年（昭和33年)、宇野重吉、小沢栄太郎が発起人となり発足。

初代会長　東山千栄子。
常任理事　芥川比呂志、宇野重吉、東野英治郎、杉村春子。
会員手帳発行。
- 1959年

会員手帳での無料観劇開始。
第七回 世界青年学生平和友好祭へ参加。
- 1962年

中国演劇代表団招聘団体に選ばれる。
- 1963年

俳優団体連絡会（俳団連）を作り、演技権の確立・著作隣接権への道を開く。
- 1964年

社団法人 日本芸能実演家団体協議会創立に協力。
- 1965年

第二次訪中新劇団の結成。
- 1971年

文化庁海外研修留学生、国内研修留学生制度の開始。
中日友好協会訪日代表団を主催歓迎。
- 1997年

「お話を聞く会」が始まる。
- 2008年

50周年記念祝賀会開催

## 主な事業
- 所属劇団主催の公演観劇補助
- 詩と朗読 MiniFestival
- 映写会
- お話を聞く会

## 歴代の会長
| 1958-1980 | 東山千栄子（劇団俳優座） |
| 1990-1994 | 東野英治郎（劇団俳優座） |
| 1995-1997 | 杉村春子（文学座）       |
| 1997-2007 | 北村和夫（文学座）       |
| 2007-2012 | 小沢昭一（しゃぼん玉座） |
| 2013-現在 | 佐々木愛（文化座）       |